# 까윈 탐사차난
까윈 탐사차난(태국어: กวินทร์ ธรรมสัจจานันท์, Kawin Thamsatchanan, 1990년 1월 26일 ~ )는 태국의 축구 선수로 현재 타이 리그 1의 무앙통 유나이티드 FC에서 골키퍼로 뛰고 있으며 태국 축구 국가대표팀의 일원으로도 활동 중이다.

## 선수 경력

### 클럽
2007년 태국 4부 리그의 라즈파르차 FC에서 데뷔하여 리그 16경기를 소화한 뒤 2008년 태국 1부 리그 승격팀인 무앙통 유나이티드로 이적하여 2018년까지 10년동안 팀의 주축 골키퍼로 공식전 145경기에 출전하며 리그 4회 우승 및 3회 준우승, 태국 FA컵 3회 준우승, 로열 코르컵 1회 우승 및 4회 준우승, 태국 리그컵 2연패, 2017년 태국 챔피언스컵 우승, 2017년 메콩 클럽 챔피언십 우승 등의 굵직한 성과들을 남겼다.
이후 2018년 벨기에 2부 리그의 OH 뢰번과 5년 계약을 체결한 후 2017-18 시즌 리그 8경기에 출장하여 리그 준우승 및 차기 시즌 1부 리그 승격에 일조했으며 2020년 1월 4일 일본 J리그의 홋카이도 콘사돌레 삿포로로 임대 이적했지만 단 1경기도 출전하지 못한 채 OH 뢰번으로 복귀했다.

### 국가대표팀
2009년부터 2014년까지 태국 U-23 대표팀 소속으로 17경기에 출전하며 2013년 동남아시아 경기 대회 금메달, 2014년 아시안 게임 4강의 주역으로 활약했고 이에 앞서 2010년 태국 성인대표팀 소속으로 자국에서 열린 싱가포르와의 킹스컵 1차전에서 국제 A매치 데뷔전을 치렀다.
이후 4번의 AFF 스즈키컵(2012년, 2014년, 2016년, 2020년)에 출전하여 이 중 3번의 대회(2014년, 2016년, 2020년)에서 우승을 차지했고 2012년 대회에서는 준우승에 기여했으며 2019년 AFC 아시안컵 본선에도 참가하여 1972년 4강 이후 47년만의 태국의 아시안컵 토너먼트 진출(16강)에 일조했다.

## 수상

### 클럽
라즈파르차 FC
- 코르 로열컵 : 우승 (2007)

무앙통 유나이티드
- 태국 리그 1 : 우승 (2009, 2010, 2012, 2016), 준우승 (2013, 2015, 2017)
- 코르 로열컵 : 우승 (2010), 준우승 (2011, 2013, 2014, 2016)
- 태국 FA컵 : 준우승 (2010, 2011, 2015)
- 태국 리그컵 : 우승 (2016, 2017)
- 태국 챔피언스컵 : 우승 (2017)
- 메콩 클럽 챔피언십 : 우승 (2017)

 OH 뢰번
- 벨기에 퍼스트 디비전 B : 준우승 (2017-18)

### 국가대표팀
태국 U-23
- 동남아시아 경기 대회 : 금메달 (2013)
- 아시안 게임 : 4위 (2014)

 태국
- 동남아시아 축구 연맹 선수권 대회 : 우승 (2014, 2016, 2020), 준우승 (2012)